# Tetrapturus georgii
A Tetrapturus georgii a sugarasúszójú halak (Actinopterygii) osztályának sügéralakúak (Perciformes) rendjébe, ezen belül a vitorláskardoshal-félék (Istiophoridae) családjába tartozó faj.

## Előfordulása
A Tetrapturus georgii előfordulási területe az Atlanti-óceán északkeleti része és a Földközi-tenger. Biztosan csak a Madeira-szigeteknél, Szicíliánál, a Gibraltári-szorosnál és Portugália déli vizeiben észlelték. A japán hosszú zsinóros halászok az Észak-Atlanti-óceán középső részénél is kifogták; azonban az itteni jelenléte még nincs hivatalosan bebizonyítva.

## Megjelenése
A hal átlagos hossza 181 centiméter, de 184 centiméteresre is megnőhet. A legnehezebb kifogott példány 21,5 kilogrammot nyomott.

## Életmódja
A nyílt vizek lakója. A vízfelszíntől 200 méter mélyig lelhető fel. Táplálékát valószínűleg halak és fejlábúak képezik.

## Védelmezése
A Tetrapturus georgii rajta van a vándorló tengeri halakat védelmező, úgynevezett Annex I of the 1982 Convention on the Law of the Sea határozat listáján.